# Puerto Araújo (Santander)
Puerto Araújo es un centro poblado colombiano del departamento de Santander, bajo jurisdicción del municipio de Cimitarra, a orillas del río Carare, justo en el cruce de la Ruta Nacional 45 con la Ruta Nacional 62. Fue poblado inicialmente por los indígenas guane. Solía conocerse como Morro Colorado, hasta que en 1939 se nombró como Puerto Aquileo, y posteriormente como Puerto araújo, como se denomina hasta la actualidad.

## Toponimia
Puerto Araújo lleva este nombre por el apellido del ingeniero de la construcción del puente sobre el río Carare, el cual reemplazó al anterior nombre del centro poblado, "Puerto Aquileo". 

## Economía
La economía de Puerto Araújo se basa en la producción de plátano y maíz, que se transporta en grandes cantidades hacia Puerto Berrío, su mayor comprador. Además, destaca la ganadería.

## Historia
Hacia el año de 1932 la tribu indígena conocida como los guane tenían asentamiento en el morro conocido como Morro Colorado, de ahí empezaron a dispersarse y desplazarse por todas las orillas de los afluentes hídricos de la zona. Unos se desplazaron hacia la orilla del río Guayabito, donde hoy es el municipio de Cimitarra, otros se desplazaron por toda la orilla del río Carare. En 1939 el lugar que hoy es el cruce de Cimitarra o Puente Nuevo empezó a ser conocido como Puerto Aquileo, justo ahí empezaron a forjar y materializar un asentamiento debido a que era una zona firme; se construyeron ranchos para vivir y fueron llegando pobladores a raíz de la guerra que se vivió en el sur de país entre los liberales y los conservadores de las poblaciones de Chipatá, Puente Nacional, Bolívar, El Peñón y toda la zona santandereana, así como de parte de la Costa y de Antioquia.
Los liberales empezaron a desplazarse de éstas regiones y llegaron a poblar el pueblo otrora conocido como Puerto Aquileo. Los alimentos eran en ese entonces escasos y lo poco que había provenía de Barrancabermeja, que era transportado en embarcaciones fluviales, hasta que una ciudadana de nombre Julia Gil tomó la iniciativa de irse a lomo de mula con sus pequeños hijos, Santos, Hernán y Rubén Gil, hasta Vélez, de donde traían víveres para proveer la región.
En el año 1942 se dio inicio a la construcción de un puente colgante sobre el río Carare que cambiaría la historia y el nombre del lugar. Debido a esta obra de infraestructura en la región se dio paso al nacimiento de Puerto araújo, que se designó como "araújo" porque el ingeniero de la construcción era de este apellido y así quedó. Con el tiempo, el puente que cruzaba por gran parte de la zona del centro se volvió la punta del asta de la región y se convirtió en una gran pesadumbre debido a que por su construcción instalaron una estación de policía, esto desató una gran violencia, pues se dice que la policía de esta época, conocidos como "Los Granaderos" tomaban justicia por mano propia y masacraban a campesinos y foráneos que llegaban a la región, asesinándolos sobre el puente y lanzándolos al río; también se dice que las guerrillas liberales conocidas como los Carecrimen realizaban éstas masacres sobre el puente y tiraban los cuerpos al río. Para el año de 1946, por fallas en la construcción y sobrecarga, el puente se desplomaría. Hoy día todavía se divisan las ruinas del puente dentro del río, estas son utilizadas por los habitantes que acuden a bañarse a dicho sitio, que ahora es conocido como "Los Tres Muros".
Con el pasar de los años fueron arribando al pueblo personalidades que favorecieron un auge económico; llegaron y fortalecieron una región que en ese entonces vivía de la madera y de cultivos como el plátano, el maíz y la yuca. Más adelante se fueron formando barrios que en un principio se conocieron con los siguientes nombres: El Centro (que sigue llamándose así), Filo de Hambre (hoy conocido como Las Cumbres), La Calle de Atrás (hoy conocido como Las Flores) y La Planada, que sigue llamándose igual.
Ya el 22 de noviembre de 1962 se dio paso a la creación de la primera Junta de Acción Comunal de Puerto araújo, que siguió impulsando el progreso y desarrollo para la región. Luego, el 17 de septiembre de 1983 por gestión del señor Rubén Barbosa Ruíz, llegaría la luz eléctrica a Puerto araújo, que principalmente provenía de Puerto Berrío, Antioquia, configurándose como uno de los mayores logros de la época y el inicio de muchos proyectos que se fueron divisando en la región, como lo fue la construcción del Colegio San José en el año 1988, o el acueducto municipal; todo esto gestionado por los señores Rubén Barbosa Ruíz, Luis Alfredo González y José Agustín González. Con la construcción del colegio llegó la educación secundaria y el agua potable en la región.
Con el tiempo vino la prosperidad a la región y empezó la producción de plátano y maíz, convirtiéndose Puerto araújo en el puerto con la mayor producción de éste[cita requerida] y transportándose en grandes cantidades para Puerto Berrío, su mayor comprador. En esa época se gastaban 3 horas de camino hasta allí, debido a que las vías eran rurales; en la actualidad el trayecto entre Puerto Berrío y Puerto araújo es de 25 minutos aproximadamente. La dicha no duraría mucho tiempo, debido a la llegada del narcotráfico y los grandes terratenientes en la región, comprando las pequeñas parcelas en grandes cantidades de dinero y convertirlas hoy día en grandes extensiones de tierra destinadas a la ganadería extensiva. 
Un gran atractivo de la época eran los juegos de trompo que iniciaban la competencia en la orilla del río y la meta era llegar hasta la cima del Barrio Filo de Hambre, así conocido en esa época, fue tan famoso éste juego que participaban gran cantidad de personas y toda las calles se abarrotaban de gente deleitándose de tan famoso juego.
El 29 de enero de 1969 nace una de las promesas de la música en la región, Uriel De Jesús Henao Daza, conocido en Puerto araújo como Pulecio, y en el ámbito nacional e internacional como El Rey De Los Corridos Prohibidos, uno de los 12 hijos del señor Anatolio Henado, empresario del plátano, y de la señora Blanca Rosa Daza. A la edad de 13 años, el 12 de octubre de 1982, participa en la tercera semana cultural de Cimitarra Santander, representando a la Escuela Concentración Santander del municipio, en la que ganó el primer puesto alternando con 22 participantes de toda la región, interpretando el éxito "Todo Es Para Ti" del cantautor colombiano Diomedes Díaz; desde allí se impulsaría su carrera musical. En la actualidad es uno de los compositores más importantes del país, y gozando de algún reconocimiento internacional; hace parte de la Sociedad de Compositores de Colombia, SAYCO, donde tiene registrados más de 60 temas de su autoría, composiciones que aluden al municipio y ponen en alto el nombre de la región. Al día de hoy sigue trabajando, sonando y grabando su música en todo el país, ha realizado concursos en asociación con docentes de colegio buscando compositores para el himno del centro poblado; este himno se dio a conocer en el mes de septiembre de 2013, fecha en que se realizó el lanzamiento oficial. El 3 de agosto de 2016 se hizo el lanzamiento del video oficial del himno, que se grabó en el parque principal y en varios barrios de la localidad, con el plantel de educadores y estudiantes del Colegio Integrado San José y la comunidad en general.
Para el periodo 2012 – 2015 se dio otro gran sueño ya que se finiquitó la construcción del parque principal del pueblo, este se realizó en la antigua cancha de fútbol conocida como La Planada, y fue inaugurado a finales del año 2015 con una inversión cercana a los $1.700.000.000, de los cuales $1.000.000.000 correspondieron a recursos del departamento de Santander, y los restantes $700.000.000 del municipio de Cimitarra. En esta plaza se han realizado ferias, semanas culturales y presentaciones de alta recordación.
En la actualidad[¿cuándo?] Puerto Araújo cuenta con poco más de 508 viviendas, las cuales albergan a cerca de 2000 habitantes. El Colegio Integrado San José cuenta con 460 estudiantes que sueñan con darle un futuro promisorio a la región. En la actualidad en Puerto Araújo se ve un gran desarrollo, se proyecta la remodelación de la escuela, la ejecución de infraestructura deportiva y recreativa, la segunda fase del alcantarillado, la inversión al puesto de salud, la remodelación del centro histórico, la pavimentación de algunas de sus calles y varias soluciones de vivienda.

## Orientación
| Noroeste: Ruta Nacional 45                                  | Norte: Ruta Nacional 45           |                  |
| Oeste: Fincas y Campos El Águila                            |                                   | Este: Río Carare |
| Suroeste: Fincas y Campos El Águila y Vía Rural a El Águila | Sur: Ruta Nacional 62 a Cimitarra |                  |